# Патагонска конура
Патагонската конура (Cyanoliseus patagonus) е вид птица от семейство Папагалови. Спада към семейството на по-малките и дългоопашати неотропични папагали (Arinae). Видът принадлежи на монотипичния род Cyanoliseus, но към вида са разпознати няколко подвида.
Патагонската конура основно се среща в Аржентина. В много намалена популация видът е оцелял и в Чили, а през зимните месеци е съобщавано за мигриращи популации от Аржентина в Уругвай. Понякога силни западни ветрове могат да довеят отделни екземпляри чак до Фолкландските острови. Естествените местообитания на вида са безводните степи на Монте.
Този вид папагали са моногамни птици с много силно изразена грижа за малките от страна и на двамата родители. Генетични тестове са показали, че видът е един от малкото видове животни, които са генетически моногамни и изграждат социално моногамна система на чифтосване. За вида не е известно да съществува гнездови паразитизъм.

## Подвидове
Следните три подвида са понастоящем известни:
- Cyanoliseus patagonus patagonus Патагонска конура
- Cyanoliseus patagonus byroni Голяма патагонска конура
- Cyanoliseus patagonus andinus